# Horch 8
La Horch 8 era una famiglia di autovetture di lusso prodotti dal 1926 al 1935 dalla Casa automobilistica tedesca Horch.

## Storia e profilo

### Contesto storico
Il nuovo programma produttivo intrapreso dalla Horch con l'arrivo di Moritz Straus nel 1920 e di Paul Daimler nel 1922 prevedeva la riduzione della gamma ad un solo modello, benché proposto in svariate versioni. Il primo passo fu quello di ridurre la gamma ad un solo modello e ciò avvenne con il lancio della 10M20, già progettata da Arnold Zoller, che occupava alla Horch il ruolo di direttore tecnico prima dell'arrivo di Daimler. Con le dimissioni di Zoller e l'arrivo del figlio del grande Gottlieb Daimler, la sola Horch in listino evolse nel modello 10M25, rimasto in produzione fino al 1926. Ma il passo successivo fu assai più ambizioso: la Casa di Zwickau, già nota per le auto di lusso, decise di passare alla produzione di motori ad 8 cilindri, all'epoca considerato il "non plus ultra" in fatto di raffinatezza tecnica. Non solo, ma la Germania, pur essendo ormai famosa per il prestigio di molti fra i suoi costruttori automobilistici, era ancora a digiuno di unità ad 8 cilindri, per cui se la Horch avesse proposto un simile propulsore sarebbe entrata ancor più a pieno titolo nell'olimpo dei grandi costruttori di lusso tedeschi.

Fu così che al Salone di Berlino del 1926 venne presentata la 303, una nuova Horch, nuova specialmente sotto il punto di vista tecnico, poiché con il nuovo motore ad 8 cilindri mirava verso vette commerciali ancor più esclusive e si poneva quindi un gradino più in alto rispetto all'antesignana 10M25. Tale modello inaugurò la saga della famiglia di vetture Horch nota come Horch 8, dove la cifra 8 stava a sottolineare con orgoglio la presenza del nuovo e raffinato motore. La saga delle Horch 8 si può suddividere in due fasi: una che vide come direttore tecnico Paul Daimler, protrattasi fino al 1930, ed una che invece ha visto l'arrivo del nuovo direttore tecnico Fritz Fiedler, chiamato a sostituire Paul Daimler che nel frattempo era andato in pensione.

### La fase Daimler (1926-30)

#### Il primo 8 cilindri tedesco
La prima Horch 8 è stata la 303: presentata, come si è detto, al Salone di Berlino tenutosi dal 29 novembre al 7 dicembre, la sua produzione in serie fu avviata solo a partire dal 2 gennaio dell'anno seguente, data in cui fu ultimata la messa a punto definitiva del suo motore ad 8 cilindri. Questa unità motrice disponeva di novità tecniche d'avanguardia per l'epoca, ed anche di particolarità tecniche assai peculiari. Tra le novità spiccava la distribuzione a doppio asse a camme in testa, una soluzione adottata all'epoca solo da pochissimi costruttori e quasi sempre solo nell'ambito della competizioni. Tali alberi a camme erano mossi mediante due alberi verticali.

Tra le particolarità vere e proprie, che possono riscontrarsi solo nei motori Horch ad 8 cilindri, va ricordato innanzitutto il ridotto ingombro longitudinale del motore: pur trattandosi di un 8 cilindri in linea, la lunghezza dell'intero propulsore era contenuta in soli 880 mm. Tale insolita caratteristica traeva origine da diverse altre soluzioni piuttosto singolari, specie se raccolte in un unico esempio di propulsore. Innanzitutto il motore Horch ad 8 cilindri era un motore caratterizzato dalla corsa molto lunga in rapporto alla misura dell'alesaggio. Il pistone percorreva infatti una distanza di ben 118 millimetri dal punto morto superiore a quello inferiore, un valore notevole se rapportato ai 65 mm di diametro delle canne cilindri. Già tale ridotta misura permise di ridurre la lunghezza del blocco motore, ma non solo: gli otto cilindri erano dotati a due a due di canne cilindri in comune e di un sistema di intercapedini per il raffreddamento tale per cui ogni coppia di cilindri disponeva di uno stesso tratto di intercapedini in comune. Ciò portò ad una riduzione degli ingombri del motore, ma anche ad una riduzione del suo peso. A quest'ultimo fine hanno contribuito anche altre soluzioni, come l'utilizzo dell'alusil per fabbricare i pistoni. L'alusil è una lega di alluminio e silicio, strettamente imparentata con quella che ben settant'anni dopo sarebbe stata utilizzata dalla BMW per la produzione dei suoi motori (ma la tecnica per la realizzazione delle canne cilindri era ovviamente diversa e ben più moderna). I pistoni erano inoltre caratterizzati dal cielo concavo, in modo da creare una camera di combustione di forma ottimale una volta giunto al punto morto superiore. A tale forma ottimizzata contribuiva anche la disposizione delle valvole, inclinate di 13 gradi in modo da dare luogo ad una sorta di camera emisferica ante litteram. Grande importanza si era data già all'epoca alla riduzione degli attriti per ottimizzare il rendimento termico. Insomma, il nuovo motore costruito dalla Horch era dotato di tutta una serie di soluzioni tecniche avanzate che si sarebbero potute ritrovare molti decenni dopo. Non solo, ma molto tempo dopo tali accorgimenti sarebbero divenuti per tutte le Case automobilistiche un punto fondamentale nella progettazione di un propulsore. Tra le altre novità portate dal nuovo motore, vi fu l'arrivo dell'accensione a batteria, in luogo della precedente soluzione a magnete, ormai desueta.

#### Evoluzione durante la fase Daimler

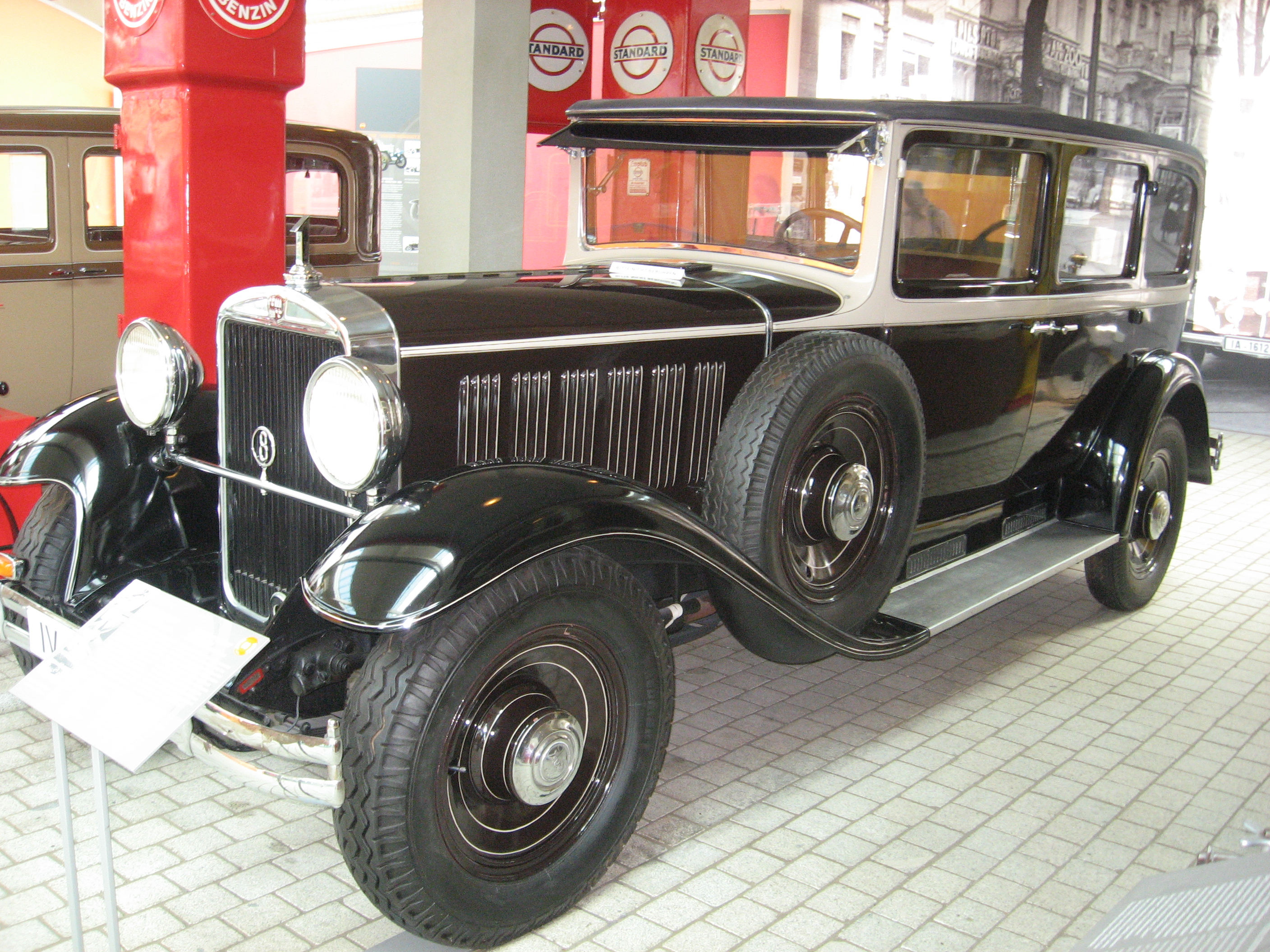
Una Horch 305, prodotta a partire dal dicembre 1927

La 303, prima esponente della famiglia Horch 8, nasceva su di un telaio in acciaio derivato da quello dell'antesignana, la 10M25, rispetto al quale veniva aggiornato solo in alcuni dettagli. L'avantreno conservò la soluzione ad assale rigido con molle a balestra semiellittiche, mentre il retrotreno, anch'esso ad assale rigido, abbandonò lo schema a balestre cantilever in favore delle balestre semiellittiche. L'impianto frenante prevedeva tamburi da 401 mm di diametro sulle quattro ruote ed era provvisto di servocomando Dewandre a depressione: la 303 fu tra i primissimi modelli al mondo a proporre un sistema frenante servoassistito, visto che l'inventore belga Albert Dewandre aveva brevettato da pochissimo tempo il suo dispositivo. Questo è un altro aspetto che rende così importante la famiglia delle Horch 8 dal punto di vista storico e tecnico.

Il motore della 303 era un'unità da 3132 cm³ alimentata mediante un carburatore verticale MOV. La potenza massima di questo motore era di 60 CV a 3200 giri/min, sufficienti per spingere la vettura ad una velocità massima di 100 km/h. secondo le specifiche fornite all'epoca dalla Casa tedesca, però, prima di poter raggiungere tale punta massima era necessario sottoporre il motore ad una fase di rodaggio che prevedeva tra l'altro di non poter superare i 50 km/h durante i primi 1500 km di percorrenza ed i 70 km/h in una seconda fase. Il motore trasferiva la propria coppia motrice alle ruote mediante un cambio a 4 marce dotato di frizione multidisco a secco. La 303, denominata anche 12/60 PS, era disponibile in una sola variante di passo, pari a 3.45 metri. A partire da tale telaio era possibile ordinare la vettura con carrozzeria torpedo a 6 posti, pullman-limousine o pullman-cabriolet. In alternativa era poi possibile avere il solo telaio nudo da carrozzare a proprio piacimento.

Parallelamente alla 303 venne introdotta alcuni mesi dopo anche la 304, meccanicamente e motoristicamente identica alla prima, ma provvista di un telaio a passo corto (3.16 metri) che la consentiva di montare carrozzerie sportiveggianti, come la roadster a 2 posti o la cabriolet a 2 porte e a 4 posti. Vi era anche una terza variante, denominata limousine Weymann, caratterizzata dalla presenza degli ammortizzatori idraulici. Le prestazioni velocistiche della 304 erano simili a quelle della 303.

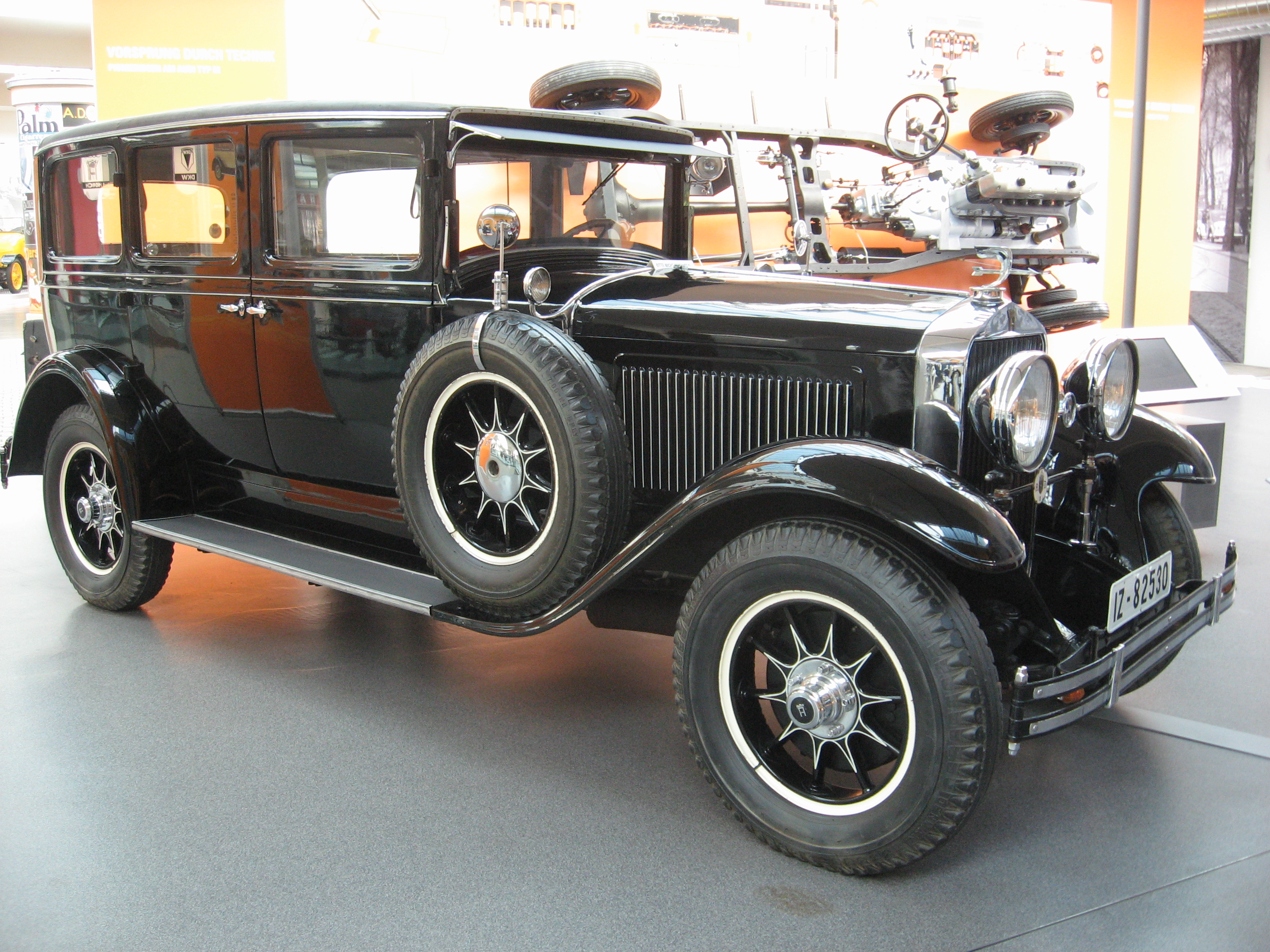
Un Horch 350 limousine

Alla fine del 1927, la 303 e la 304 vennero sostituite rispettivamente dai modelli 305 e 306, che invece portarono delle novità tecniche in più, a cominciare dal motore, il cui alesaggio venne aumentato da 65 a 67.5 mm, per una cilindrata complessiva pari a 3376 cm³. Anche la potenza massima ebbe un incremento e passò così a 65 CV a 3200 giri/min, ma le prestazioni velocistiche delle due vetture rimasero pressoché immutate. La 305 fu proposta nella stessa gamma di carrozzerie prevista per la 303, mentre la versione a passo corto, cioè la 306, vide anche l'arrivo di una nuova variante, ossia la cabriolet Weymann a 4 posti.

I due modelli appena descritti furono entrambi sostituiti alla fine del 1928 da un unico nuovo modello, la 350, prevista nelle due varianti di passo di cui sopra. A cambiare in maniera significativa è ancora una volta la cilindrata del motore, salita a 3950 cm³ grazie ad un nuovo incremento dell'alesaggio, salito questa volta da 67.5 a 73 mm. Con una potenza massima di 80 CV, la velocità massima poteva salire a 110 km/h, anche se in realtà gli esemplari con carrozzerie più grandi e pesanti (e specialmente quelli con telaio a passo lungo) non fecero registrare miglioramenti di sorta. Dalla gamma delle carrozzeria sparì la versione torpedo, oramai non più in voga, e persino il telaio nudo non fece più parte del listino. Rimasero quindi a catalogo la limousine a 6 posti e la cabriolet a 6 posti per le versioni a passo lungo, mentre quelle a passo corto poterono essere ordinate unicamente come cabriolet a 4 posti. Le varianti di carrozzeria seguivano gli orientamenti stilistici delle auto americane, queste ultime presenti anche in diversi mercati europei, tra cui quello tedesco, e che si stavano rivelando delle concorrenti ostiche per i modelli prodotti nel Vecchio Continente. In ogni caso, con i suoi 2.855 esemplari prodotti, la 350 fu la più venduta tra le Horch 8, un trionfo destinato a spegnersi entro breve tempo a causa dello scoppio della grande crisi economica di fine decennio.

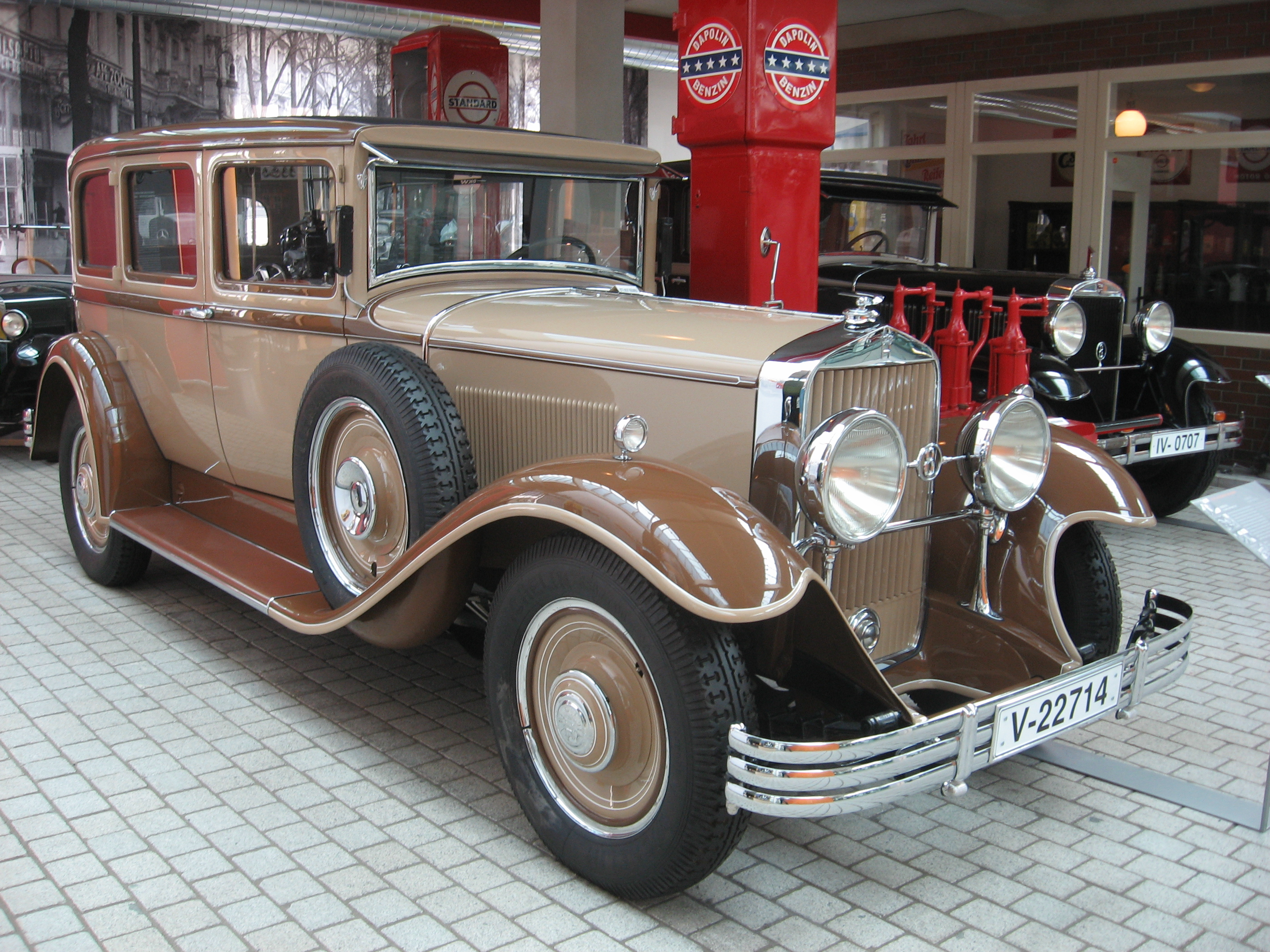
Una Horch 375

La 350 a passo lungo fu sostituita dalla 375, mentre la versione a passo corto rimase in vendita ancora qualche mese. Introdotta nel novembre 1929, pochi giorni dopo il crollo della borsa di Wall Street, la 375 differiva telaisticamente dalla 350 per il suo telaio ribassato e per le carreggiate allargate, il che conferiva maggior stabilità in curva. Per il resto le altre differenze stavano solo in alcuni particolari tecnici, come ad esempio un nuovo tipo di sterzo, un nuovo carburatore per il motore (che rimase però sempre da 4 litri ed 80 CV) ed esternamente per i nuovi paraurti a tre listelli orizzontali ed i nuovi fari di dimensioni maggiorate. Per la prima volta comparvero anche le ruote con coprimozzi e lo stemma a "sfera alata" sul radiatore. La 375 fu inoltre prevista solo con telaio a passo lungo poiché, come già accenato, la 350 passo corto rimase in listino per alcuni altri mesi, prima di essere sostituita dalla 400: quest'ultima era in pratica una variante a passo corto della 375, da cui differiva anche per altri particolari, come la nuova frizione monodisco a secco ed il cambio a 3 marce. Si trattava di soluzioni volte a semplificare l'allestimento tecnico della vettura e quindi a poter commercializzare quest'ultima ad un prezzo più basso. Alcuni esemplari di 400 furono allestiti con carrozzeria ed allestimento specifici per la polizia tedesca dell'epoca. Mentre la 375 venne proposta in una gamma piuttosto ampia di carrozzerie, la 400 venne invece prevista solo come limousine a 4 posti e come cabriolet a due porte e a 4 posti.

Si entra a questo punto in una fase di transizione, in cui Paul Daimler, alla fine del 1929 lasciò la Horch per ritirarsi in pensione. Il suo posto venne preso da Fritz Fiedler, che in seguito avrebbe dato origine alle Horch 8 di seconda generazione. Ma nel frattempo, mentre il nuovo direttore tecnico della Horch stava traducendo in realtà i nuovi progetti ed i primi modelli di nuova progettazione stavano vedendo la luce, la gamma delle Horch 8 con motore bialbero continuò con una nuova evoluzione basata sulle specifiche di Daimler: nel dicembre 1930 entrò infatti in listino la 405, in pratica una versione leggermente semplificata della 375, rispetto alla quale venne eliminato il servofreno, ma vennero mantenute soluzioni come la frizione multidisco ed il cambio a 4 marce. La carriera della 405 proseguì per quasi tutto il 1931 parallelamente alla 400: la fine della loro produzione sancì la fine delle Horch 8 di concezione daimleriana.

### La fase Fiedler (1930-35)

#### Aggiornamenti per le nuove Horch 8
Il compito affidato a Fritz Fiedler al suo arrivo alla Horch fu di ridurre i costi produttivi della gamma. Un compito non facile che costrinse il nuovo direttore tecnico a rinunciare a alcune raffinate soluzioni adottate dal suo predecessore. Prima di tutto la distribuzione dei nuovi motori ad 8 cilindri fu affidata ad un solo asse a camme e non più a due e perciò anche il movimento dello stesso asse a camme fu affidato ad un solo albero verticale anziché due. Ma furono anche i cilindri ad essere pesantemente rivisti: le misure di alesaggio e corsa furono infatti completamente stravolte alla base. Mentre i motori di Daimler erano caratterizzati da una corsa molto lunga che privilegiava la coppia motrice, i nuovi motori di Fiedler videro la corsa scendere da 118 a 104 mm, mentre l'alesaggio passò ad 87 mm, almeno nel primo modello di nuova generazione. Tra le novità introdotte da Fiedler vi fu anche un nuovo albero a gomiti su 10 supporti di banco anziché 5.

#### Evoluzione durante la fase Fiedler

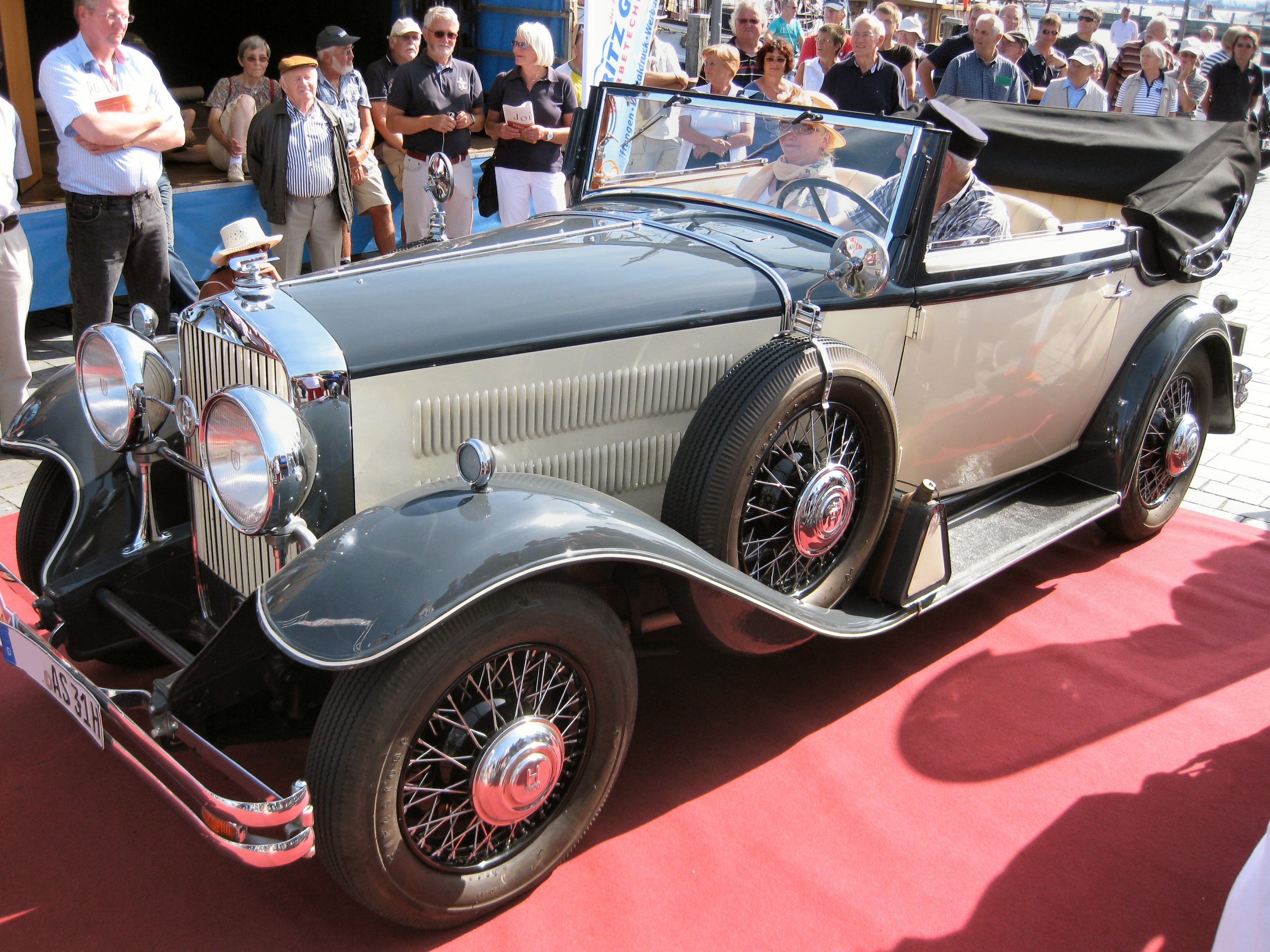
Una Horch 420 Cabriolet

Con l'avvento delle nuove Horch, la gamma divenne piuttosto complicata da descrivere per il gran numero di modelli introdotti e anche tolti di produzione in poco tempo. Il primo modello appartenente alle Horch dell'era Fiedler fu la 500, introdotta nel settembre 1930. Essa affiancò temporaneamente i modelli 400 e 405 di vecchia generazione e propose il nuovo motore monoalbero da 4944 cm³ con potenza massima di 100 CV, stavolta raggiunti a 3400 giri/min. Il cambio rimase a 4 marce, mentre la frizione tornò alla configurazione monodisco a secco. La 500 raggiungeva una velocità massima di 120 km/h ed era prevista in due varianti di carrozzeria: limousine a 6 posti e cabriolet a 6 posti. Il telaio era quello delle precedenti Horch 8 a passo lungo (3.45 metri).

Nel gennaio del 1931 vennero invece immesse nel mercato due nuove varianti, la 410 e la 450: esse affiancarono temporaneamente i modelli 400 e 405 di vecchia generazione, così come la 500 con motore monoalbero. Anche i due nuovi modelli proposero la medesima configurazione motoristica della 500, stavolta applicata a due unità motrici rispettivamente da 4014 e da 4516 cm³, con potenze massime di 80 e 90 CV. Il cambio era a 3 marce nella 410 ed a 4 marce nella 450, mentre la frizione tornò alla configurazione monodisco a secco, una soluzione già prefigurata nella 400. Per quanto riguarda la meccanica telaistica, vennero apportate delle modifiche al retrotreno, che comunque conservò lo schema ad assale rigido, così come l'avantreno. La 410, prevista solo con telaio a passo corto (3.16 metri come nelle precedenti Horch 8), raggiungeva una velocità massima di 105 km/h, mentre la 450 proseguiva fino a 115 km/h. Mentre la variante meno potente era prevista in tre varianti di carrozzeria (limousine a 4 posti e cabriolet a 2 o a 4 porte), la 450 differiva in tale gamma unicamente per la presenza della carrozzeria limousine a sei posti in luogo di quella a quattro. Il telaio della 450 era quello delle precedenti Horch 8 a passo lungo (3.45 metri).

Un mese dopo il lancio dei modelli 410 e 450, vennero introdotti altri due modelli, la 420 e la 470: la prima era in pratica una versione a passo corto della 450, anche in questo caso lo stesso delle precedenti versioni. Le carrozzerie previste per la 420 erano le stesse della 410. Quanto alla 470, si trattava invece di una 450, ma disponibile con un nuovo cambio manuale ZF a 4 marce, che a richiesta poteva prevedere anche l'overdrive oltre ai rapporti standard.

Riepilogando, nel mese di febbraio del 1931 questa era la gamma della Horch 8:
- 400 e 405, con motore bialbero da 3.9 litri;
- 410, con motore monoalbero da 4 litri;
- 420, 450 e 470, con motore monoalbero da 4.5 litri;
- 500 con motore monoalbero da 5 litri.

In pratica la gamma constava di sette modelli equipaggiati complessivamente con quattro motorizzazioni e tre varianti di cambio.

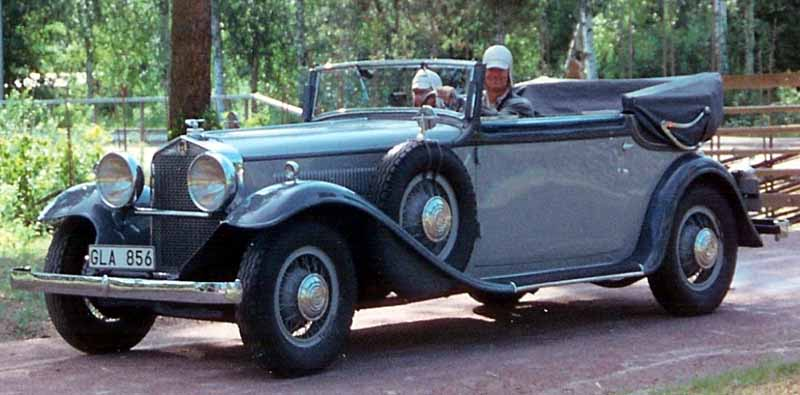
Una Horch 470, prima Horch con cambio semiautomatico

Cinque mesi dopo, a luglio, la gamma si ampliò ulteriormente con l'arrivo della 440, praticamente una 410, ma equipaggiata con cambio a 4 marce anziché 3 e prevista unicamente con telaio a passo lungo.

Nel mese di settembre del 1931, invece, fu la volta della versione economica, denominata 430 ed equipaggiata con una variante dealesata del nuovo monoalbero di Fiedler. Tale variante della cilindrata di 3009 cm³ (in seguito portata a 3131 cm³), erogava fino a 65 CV di potenza massima e poteva spingere la 430 ad una velocità massima di 100 km/h. La 430 non era economica dal punto di vista del prezzo di listino, identico a quello della 410, ma lo era dal punto di vista fiscale e dei consumi, che risultavano più ridotti. Anche la 430 si affiancò ai modelli in listino nel 1931. Al momento del debutto della 430, quindi, erano ben nove i modelli della gamma Horch 8 ad essere commercializzati in simultanea. Ma alla fine dello stesso anno, i due vecchi modelli con motore bialbero furono tolti dal commercio, lasciando campo libero alle versioni più recenti.

Rimasero comunque sette modelli distinti in listino (430 con motore da 3 litri, 410 e 440 con motore da 4 litri, 420, 450 e 470 con motore da 4.5 litri e 500 con motore da 5 litri), segno che la politica di Moritz Straus, volta già da oltre dieci anni a ridurre la gamma Horch ad un solo modello, aveva mostrato da tempo tutti i suoi punti deboli, rendendo quindi necessario l'ampliamento di gamma che si stava di fatto attuando.

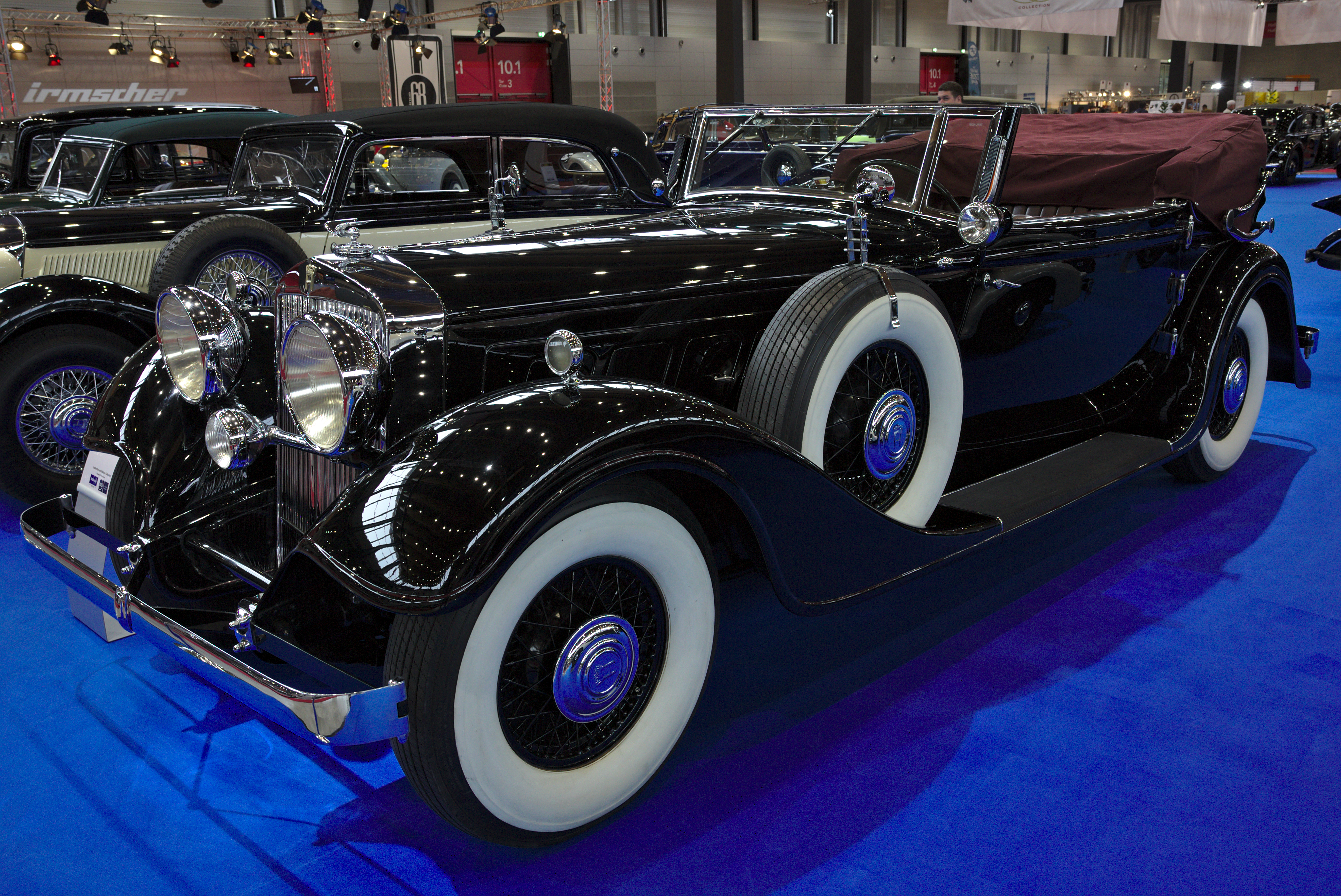
Horch 780 Sport Cabriolet (1932)

Subito dopo il pensionamento delle ultime versioni con motore bialbero, i modelli divennero otto, con l'introduzione della 480, che si affiancò alla 500, della quale riprese l'intera meccanica ed il motore da 5 litri, tranne che per il fatto di adottare lo stesso tipo di cambio della 470 (con possibilità di avere l'overdrive anche in questo caso). Un'altra novità fu quella d'inizio 1932 e che interessò il modello 500, il quale divenne 500A, ma che portò solo aggiornamenti di dettaglio.

I successivi sviluppi alla gamma delle Horch 8 si ebbero nella primavera del 1932, con l'arrivo dei modelli 710 e 720, in pratica delle varianti a passo lungo rispettivamente dei modelli 410 e 420: in particolare, la 710 era sostanzialmente una 440 ma equipaggiata con il nuovo cambio ZF a 4 marce, integrabile a richiesta con l'overdrive. Anche la 500 A poté usufruire di questa variante di trasmissione e fu così ribattezzata 500 B, un modello che si differenziava dalla 480 per il passo ancor più lungo e portato da 3.45 a ben 3.75 metri. Ciò fece della 500 B la Horch 8 dal passo più lungo e di conseguenza anche la più imponente tra le Horch 8 per via dei suoi 5.55 metri di lunghezza. Per chi avesse desiderato una "normale" 500 B con passo da 3.45 metri, venne introdotta anche la 780, la quale di lì a poco avrebbe sostituito anche la 480. In ogni caso, sia la 500 B che la 780 erano anche caratterizzate dall'impianto frenante non più meccanico ma idraulico.
Mentre la Horch si accingeva a passare sotto il controllo della DKW e a costituire uno dei famosi quattro anelli del colosso sassone noto come Auto Union, la storia della Horch 8 cominciò la sua fase discendente: la 420 uscì di listino nell'agosto 1932, sostituita qualche mese più tardi dalla 750, quest'ultima caratterizzata dalla presenza dell'impianto frenante di tipo idraulico. All'uscita di produzione della 420 fece seguito due mesi dopo quella della 440, mentre nella primavera seguente fu la volta della 430 e durante l'estate sparì anche la 410. La 430 trovò una sostituta nella 830 dotata di motore V8 da 3 litri.

Alla fine dell'estate 1933, un anno dopo la nascita dell'Auto Union, la gamma della Horch 8 era così composta:
- 710, con motore da 4 litri;
- 720 e 750, con motore da 4.5 litri;
- 500 B e 780 con motore da 5 litri.

Nel novembre del 1933 furono tolti dal commercio anche la 710, la 720 e la 750: quest'ultima fu sostituita dalla 750 B, con modifiche minime. Subito dopo uscì di scena anche la 780.

Rimasero così in listino la 750 B e la 500 B: la prima sopravvisse fino al febbraio del 1935, mentre la 500 B fu cancellata nel mese di giugno, ponendo così fine alla saga delle Horch 8. Le ultime Horch 8, ossia la 750 B e la 500 B vennero sostituite dalla 850, che ne ereditarono il motore da 5 litri.

### Riepilogo modelli
Nella seguente tabella vengono riepilogate le caratteristiche dei vari modelli facenti parte della grande famiglia delle Horch 8. I prezzi riportati sono in RM (reichsmark) e per ogni modello indicato sono compresi tra i due valori indicati, a seconda dell'allestimento e della carrozzeria scelta dal cliente:
| Horch 8 (1926-35) |                         |                |                        |                                                  |                |                    |                                                 |             |                    |              |                    |                    |                           |                    |
| Modello | Carrozzerie disponibili | Cilindrata cm³ | Alesaggio x corsa (mm) | Distribuzione                                    | Potenza CV/rpm | Cambio/ N°rapporti | Impianto frenante                               | Passo (mm)  | Massa a vuoto (kg) | Velocità max | Consumo (l/100 km) | Anni di produzione | Prezzo al debutto (in RM) | Esemplari prodotti |
| 303 | Tn, To, L6, C6          | 3131           | 65x118                 | Valvole in testa, doppio albero a camme in testa | 60/3200        | M/4                | Meccanico con servofreno a depressione Dewandre | 3.450       | 1.400-1.950        | 100          | 17                 | 10/1926-11/1927    | 10.400-17.000             | 1.471              |
| 304 | Tn, C4/2, Ro            | 3131           | 65x118                 | Valvole in testa, doppio albero a camme in testa | 60/3200        | M/4                | Meccanico con servofreno a depressione Dewandre | 3.160       | 1.350-1.800        | 100          | 17                 | 05/1927-11/1927    | 10.400-15.900             | 227                |
| 305 | Tn, To, L6, C6          | 3376           | 67.5x118               | Valvole in testa, doppio albero a camme in testa | 65/3200        | M/4                | Meccanico con servofreno a depressione Dewandre | 3.450       | 1.400-1.950        | 100          | 17                 | 12/1927-11/1928    | 10.400-17.000             | 1.698              |
| 306 | Tn, C4/2, LW/4, Ro      | 3376           | 67.5x118               | Valvole in testa, doppio albero a camme in testa | 65/3200        | M/4                | Meccanico con servofreno a depressione Dewandre | 3.160       | 1.350-1.800        | 100          | 17                 | 12/1927-11/1928    | 10.400-15.900             | 254                |
| 350 | C4/2, C6, L6            | 3949           | 73x118                 | Valvole in testa, doppio albero a camme in testa | 80/3200        | M/4                | Meccanico con servofreno a depressione Dewandre | 3.160-3.450 | 1.350-2.100        | 100          | 19                 | 11/1928-03/1930    | 12.800-14.800             | 2.855              |
| 375 | Tn, L6, C6, C4/2, C4/4  | 3949           | 73x118                 | Valvole in testa, doppio albero a camme in testa | 80/3200        | M/4                | Meccanico con servofreno a depressione Dewandre | 3.450       | 1.500-2.200        | 100-110      | 19                 | 11/1929-11/1930    | 14.250-17.750             | 937                |
| 400 | L4, C4/2                | 3949           | 73x118                 | Valvole in testa, doppio albero a camme in testa | 80/3200        | M/3                | Meccanico con servofreno                        | 3.160       | 1.300-1.850        | 110          | 19                 | 04/1930-11/1931    | 8.750-9.840               | 953                |
| 405 | L6                      | 3949           | 73x118                 | Valvole in testa, doppio albero a camme in testa | 80/3200        | M/4                | Meccanico Perot-Bendix                          | 3.450       | 1.400-2.000        | 100          | 19                 | 12/1930-10/1931    | 10.800                    | 105                |
| 430 | L4, C4/2                | 3009           | 71x95                  | Valvole in testa, un asse a camme in testa       | 65/3400        | M/3                | Meccanico Perot-Bendix                          | 3.160       | 1.280-1.850        | 115          | 19                 | 09/1931-05/1933    | 8.975-9.840               | 205                |
| 430 | L4, C4/2                | 3136           | 72.5x95                | Valvole in testa, un asse a camme in testa       | 65/3400        | M/3                | Meccanico Perot-Bendix                          | 3.160       | 1.280-1.850        | 115          | 19                 | 09/1931-05/1933    | 8.975-9.840               | 205                |
| 410 | L4, C4/2, C4/4          | 4014           | 82x95                  | Valvole in testa, un asse a camme in testa       | 80/3400        | M/3                | Meccanico Perot-Bendix                          | 3.160       | 1.280-1.850        | 115          | 19                 | 01/1931-08/1933    | 8.975-11.750              | 258                |
| 440 | L6                      | 4014           | 82x95                  | Valvole in testa, un asse a camme in testa       | 80/3400        | M/4                | Meccanico Perot-Bendix                          | 3.450       | 1.920              | 115          | 19                 | 07/1931-10/1932    | 10.950                    | 87                 |
| 710 | C4/2, C4/4              | 4014           | 82x95                  | Valvole in testa, un asse a camme in testa       | 80/3400        | M/4 ZF1            | Meccanico2                                      | 3.450       | 2.000              | 115          | 19                 | 04/1932-11/1933    | 12.500-14.500             | 125                |
| 420 | L4, C4/2, C4/4          | 4517           | 87x95                  | Valvole in testa, un asse a camme in testa       | 90/3400        | M/3                | Meccanico Perot-Bendix                          | 3.160       | 1.850              | 115          | 20                 | 02/1931-08/1933    | 9.975-12.750              | 256                |
| 450 | L6, C4/4, C6            | 4517           | 87x95                  | Valvole in testa, un asse a camme in testa       | 90/3400        | M/4                | Meccanico Perot-Bendix                          | 3.450       | 1.920              | 115          | 20                 | 01/1931-04/1932    | 12.500-14.500             | 238                |
| 470 | C4/2                    | 4517           | 87x95                  | Valvole in testa, un asse a camme in testa       | 90/3400        | M/4 ZF1            | Meccanico Perot-Bendix                          | 3.450       | 2.000              | 115          | 20                 | 02/1931-03/1932    | 13.800                    | 298                |
| 720 | C4/2, C4/4              | 4517           | 87x95                  | Valvole in testa, un asse a camme in testa       | 90/3400        | M/4 ZF1            | Meccanico2                                      | 3.450       | 2.100              | 115          | 20                 | 0471932-11/1933    | 13.500-15.500             | 97                 |
| 750 | -                       | 4517           | 87x95                  | Valvole in testa, un asse a camme in testa       | 90/3400        | M/4 ZF1            | Meccanico2                                      | 3.450       | 2.100              | 115          | 20                 | 10/1932-11/1933    | -                         | 213                |
| 750 B | To, L6, C6              | 4517           | 87x95                  | Valvole in testa, un asse a camme in testa       | 90/3400        | M/4 ZF1            | Idraulico                                       | 3.450       | 2.100              | 115          | 20                 | 01/1934-02/1935    | 11.100-16.500             | 368                |
| 500/ 500 A | L6, C6                  | 4944           | 87x104                 | Valvole in testa, un asse a camme in testa       | 100/3400       | M/4                | Meccanico con servofreno a depressione          | 3.450       | 2.250              | 120          | 21-22              | 09/1930-03-1932    | 14.800-18.750             | 309                |
| 500 B | To, L6, C6              | 4944           | 87x104                 | Valvole in testa, un asse a camme in testa       | 100/3400       | M/4 ZF1            | Idraulico con servofreno a depressione          | 3.750       | 2.250              | 120          | 21-22              | 03/1932-06/1935    | 16.500-19.500             | 381                |
| 780 | C2/4, C4/4              | 4944           | 87x104                 | Valvole in testa, un asse a camme in testa       | 100/3400       | M/4 ZF1            | Idraulico con servofreno a depressione          | 3.450       | 2.100              | 125          | 21-22              | 03/1932-02/1934    | 16.500-19.000             | 223                |
| 780 B | C2/4, C4/4              | 4944           | 87x104                 | Valvole in testa, un asse a camme in testa       | 100/3400       | M/4 ZF1            | Idraulico con servofreno a depressione          | 3.450       | 2.100              | 125          | 21-22              | 02/1934-11/1934    | 16.500-19.000             | 80                 |
| Legenda abbreviazioni carrozzerie: C4/2 = Cabriolet a 4 posti e 2 porte; C4/4 = Cabriolet a 4 posti e 4 porte; C6 = Cabriolet a 6 posti; L4 = limousine a 4 posti; L6 = limousine a 6 posti; LW/4 = limousine Weymann a 4 posti; Ro = Roadster; Tn = Telaio nudo; To = Torpedo a 6 posti |                         |                |                        |                                                  |                |                    |                                                 |             |                    |              |                    |                    |                           |                    |
| Note: 1Con overdrive a richiesta ²Idraulico a richiesta |                         |                |                        |                                                  |                |                    |                                                 |             |                    |              |                    |                    |                           |                    |